# Megóhmetro

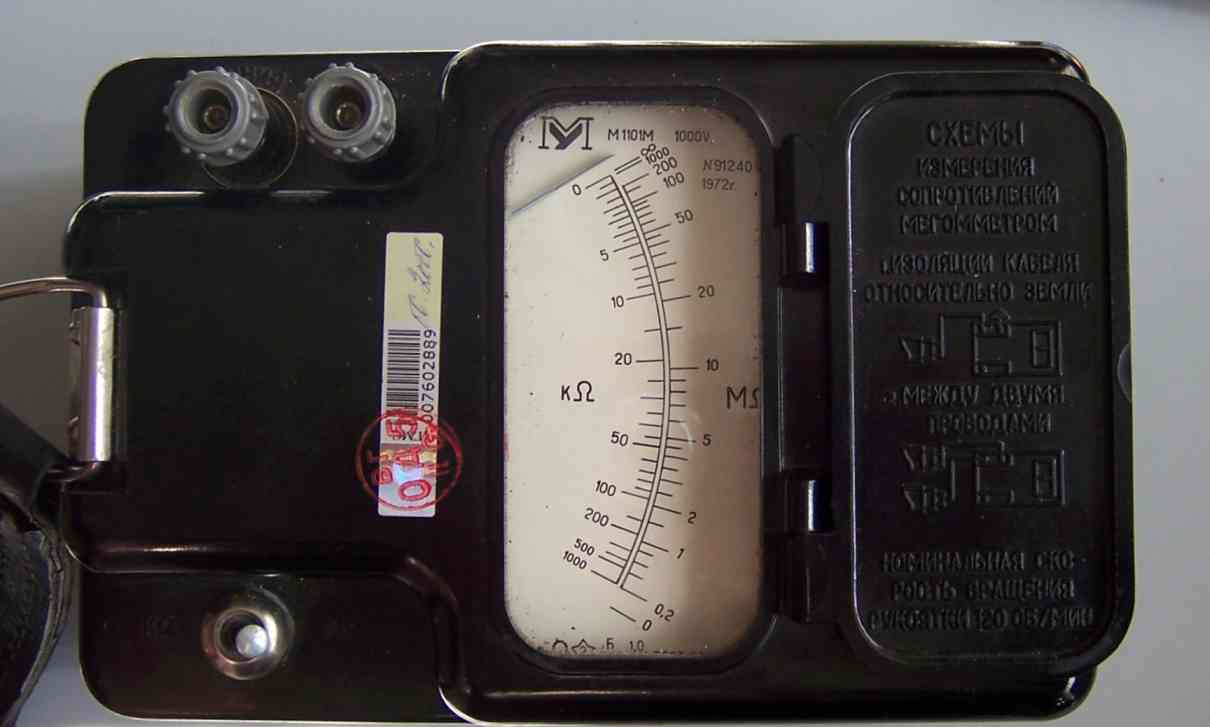
Megohmmeter M1101M.

El megóhmetro es un instrumento utilizado para la medición de la resistencia dielectrica de un aislante eléctrico. Este utiliza una tensión determinada por normas o por el fabricante del equipo que va a ser probado con el megóhmetro. 
También se puede utilizar para verificar el aislamiento de una instalación eléctrica residencial entre fase, neutro y tierra.
Estos aparatos son un tipo especial de óhmetro, en los cuales se reemplaza la batería de baja tensión, generalmente en el rango de 1 a 5 voltios, por un generador de alta tensión, con un rango que comunmente va de 50 a 5000 voltios o superior, de forma que la medida de la resistencia se efectúa con voltajes mucho más altos que lo normal.
Hay dos motivos por los que se emplean tensiones elevadas:
- Con tensiones bajas las corrientes serían tan bajas que resultarían imposibles de medir.{\displaystyle \displaystyle R={\frac {V}{I}}\Rightarrow {\frac {V}{R_{\upuparrows }}}\displaystyle =I_{\downdownarrows }}
- Los materiales aislantes pueden presentar un alto aislamiento en tensiones bajas aunque realmente hayan perdido sus propiedades aislantes. Estos daños sólo son apreciables bajo tensiones elevadas cercanas a las máximas de trabajo del aislante a probar.

El megóhmetro consta de dos partes principales: un generador de corriente continúa de tipo magneto-eléctrico, movido generalmente a mano (manivela) o electrónicamente (megóhmetro electrónico), que suministra la corriente para llevar a cabo la medición, y el mecanismo del instrumento por medio del cual se mide el valor de la resistencia que se busca. El generador magneto-eléctrico son dos imanes permanentes rectos, colocados paralelamente entre sí. El inducido del generador, junto con sus piezas polares de hierro, está montado entre dos de los polos de los imanes paralelos, y las piezas polares y el núcleo móvil del instrumento se sitúan entre los otros dos polos de los imanes. El inducido del generador se acciona a mano, regularmente, aumentándose su velocidad por medio de engranajes.
Para los ensayos de resistencia de aislamiento, la tensión que más se usa es la de 500 voltios, pero con el fin de poder practicar ensayos simultáneos a alta tensión, pueden utilizarse tensiones de 2500 voltios o mas, esto de acuerdo al voltaje de operación de la máquina bajo prueba.

## Nombre
El nombre de este instrumento deriva de que la medida del aislamiento se expresa en megaohmios (MΩ). En la industria, es normal que el aparato sea conocido como megger, o que se utilize el correspondiente verbo en expresiones, por ejemplo: "se debe realizar el megado del cable".

## Normas de seguridad
- Aplicar todas las normativas para efectuar la desconexión del equipo a probar.
- No tocar ninguno de los cables ni el equipo probados durante la prueba.
- Descargar el equipo probado como mínimo del tiempo de prueba (1 minuto).
- Tensión mínima de prueba: la nominal del equipo.
- Tensión máxima: 2 veces la tensión nominal más 1000 voltios (o lo que se indique reglamentariamente).